# Schombolaeliocattleya
× Schombolaeliocattleya, (abreviado Csl) en el comercio, es un híbrido intergenérico entre los géneros de orquídeas Cattleya × Laelia × Schomburgkia. Fue publicado en Roy. Hort. Soc. Dict. Gard. 4: 1905 (1951).